# Сплавная канава
Сплавная канава — канал в России, расположен по территории Чёлмужского сельского поселения Медвежьегорского района Республики Карелия. Длина канала — 1,5 км.
Канал берёт начало из реки Сосновки.
Устье канала в реке Выг.
Территориально канал расположен в деревне Данилове.